# 阿博阿德拉
阿博阿德拉是葡萄牙波尔图区的一个堂区。总面积20.85平方公里，总人口887人，人口密度42.5人/平方公里。